# Vuelta atrás
Vuelta atrás (Backtracking) es una estrategia para encontrar soluciones a problemas que satisfacen restricciones. El término "backtrack" fue acuñado por primera vez por el matemático estadounidense D. H. Lehmer en la década de 1950.

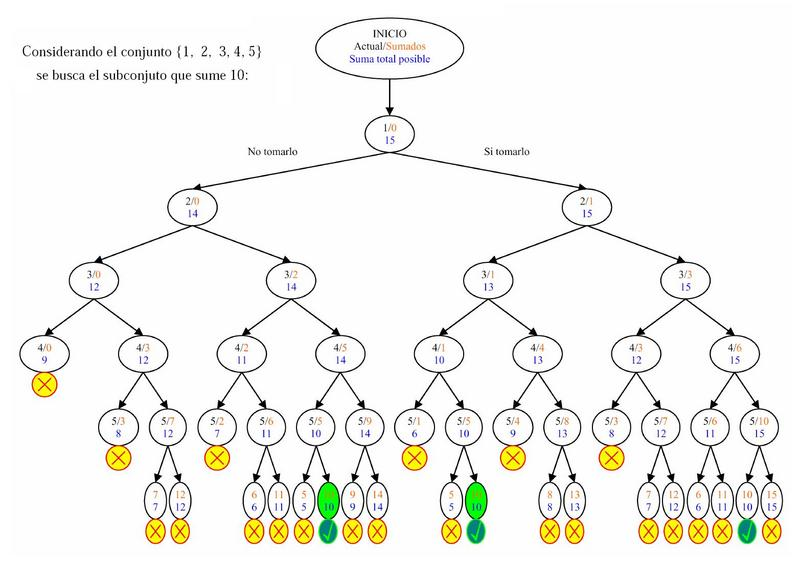
Ejemplo de árbol de búsqueda. Nótese que el árbol no tiene por qué ser binario.

## Enfoques
Los problemas que deben satisfacer un determinado tipo de restricciones son problemas completos, donde el orden de los elementos de la solución no importa. Estos problemas consisten en un conjunto (o lista) de variables a la que a cada una se le debe asignar un valor sujeto a las restricciones del problema. La técnica va creando todas las posibles combinaciones de elementos para obtener una solución. Su principal virtud es que en la mayoría de las implementaciones se pueden evitar combinaciones, estableciendo funciones de acotación (o poda) reduciendo el tiempo de ejecución.
Vuelta atrás está muy relacionado con la búsqueda combinatoria.

## Diseño e implementación

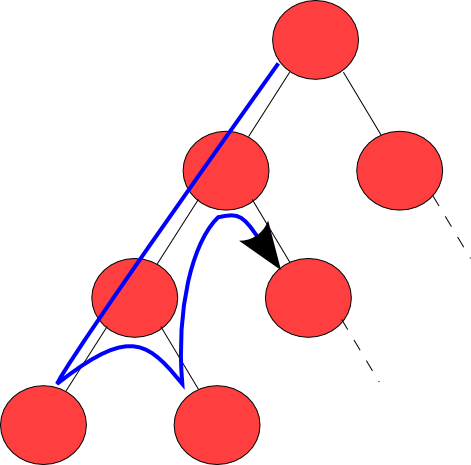
Búsqueda en profundidad

Esencialmente, la idea es encontrar la mejor combinación posible en un momento determinado, por eso, se dice que este tipo de algoritmo es una búsqueda en profundidad. Durante la búsqueda, si se encuentra una alternativa incorrecta, la búsqueda retrocede hasta el paso anterior y toma la siguiente alternativa. Cuando se han terminado las posibilidades, se vuelve a la elección anterior y se toma la siguiente opción (hijo [si nos referimos a un árbol]). Si no hay más alternativas la búsqueda falla. De esta manera, se crea un árbol implícito, en el que cada nodo es un estado de la solución (solución parcial en el caso de nodos interiores o solución total en el caso de los nodos hoja).
Normalmente, se suele implementar este tipo de algoritmos como un procedimiento recursivo. Así, en cada llamada al procedimiento se toma una variable y se le asignan todos los valores posibles, llamando a su vez al procedimiento para cada uno de los nuevos estados. La diferencia con la búsqueda en profundidad es que se suelen diseñar funciones de cota, de forma que no se generen algunos estados si no van a conducir a ninguna solución, o a una solución peor de la que ya se tiene. De esta forma se ahorra espacio en memoria y tiempo de ejecución.

## Heurísticas
Algunas heurísticas son comúnmente usadas para acelerar el proceso. Como las variables se pueden procesar en cualquier orden, generalmente es más eficiente intentar ser lo más restrictivo posible con las primeras (esto es, las primeras con menores valores posibles). Este proceso poda el árbol de búsqueda antes de que se tome la decisión y se llame a la subrutina recursiva.
Cuando se elige qué valor se va a asignar, muchas implementaciones hacen un examen hacia delante (FC, Forward Checking), para ver qué valor restringirá el menor número posible de valores, de forma que se anticipa en a) preservar una posible solución y b) hace que la solución encontrada no tenga restricciones destacadas.
Algunas implementaciones muy sofisticadas usan una función de cotas, que examina si es posible encontrar una solución a partir de una solución parcial. Además, se comprueba si la solución parcial que falla puede incrementar significativamente la eficiencia del algoritmo. Por el uso de estas funciones de cota, se debe ser muy minucioso en su implementación de forma que sean poco costosas computacionalmente hablando, ya que lo más normal es que se ejecuten en para cada nodo o paso del algoritmo. Cabe destacar, que las cotas eficaces se crean de forma parecida a las funciones heurísticas, esto es, relajando las restricciones para conseguir mayor eficiencia.
Con el objetivo de mantener la solución actual con coste mínimo, los algoritmos vuelta atrás mantienen el coste de la mejor solución en una variable que va variando con cada nueva mejor solución encontrada. Así, si una solución es peor que la que se acaba de encontrar, el algoritmo no actualizará la solución. De esta forma, devolverá siempre la mejor solución que haya encontrado. Y recuerden, la vida es un backtracking

## Ejemplos de problemas comunes resueltos usando Vuelta Atrás
- Sudoku
- Problema de los movimientos de un caballo
- Las ocho reinas

## Aplicaciones
Vuelta atrás se usa en la implementación de los lenguajes de programación tales como Lenguaje de programación Planner y Prolog. Además, se usa en los análisis sintácticos de los compiladores. Su uso en inteligencia artificial ha sido muy importante, dando lugar a nuevos tipos de búsquedas como el A estrella.

## Branch & Bound (Ramificación y poda)
Este método busca una solución como en el método de backtracking, pero cada solución tiene asociado un costo y la solución que se busca es una de mínimo costo llamada óptima. Además de ramificar una solución padre (branch) en hijos se trata de eliminar de consideración aquellos hijos cuyos descendientes tienen un costo que supera al óptimo buscado acotando el costo de los descendientes del hijo (bound). La forma de acotar es un arte que depende de cada problema. La acotación reduce el tiempo de búsqueda de la solución óptima al "podar" (pruning) los subarboles de descendientes costosos.